# Jiří Šír
Jiří Šír (* 17. dubna 1974 Ostrov) je specialista na problematiku zemědělství a potravinářství v Evropské unii, v letech 2016 až 2018 a opět 2019 až 2022 náměstek ministra zemědělství ČR.

## Život
Vystudoval střední zemědělskou školu v Dalovicích – obor pěstitel, a následně v letech 1993 až 1998 Zemědělskou fakultu Jihočeské univerzity v Českých Budějovicích – obor všeobecné zemědělství (s vyznamenáním).
V letech 1992 až 1998 pracoval při studiu v otcově soukromé firmě (kovovýroba), po skončení VŠ v roce 1998 nastoupil na Ministerstvo zemědělství ČR jako referent odboru potravinářské výroby se zaměřením na potravinovou legislativu EU.
V letech 2002 - 2003 pracoval jako vedoucí oddělení harmonizace potravinářské legislativy EU, v roce 2003 se stal ředitelem odboru pro vztahy s EU. Od konce roku 2003 do roku 2009 působil na Ministerstvu zahraničních věcí ČR jako diplomat zemědělského úseku Stálé mise ČR při EU (později Stálé zastoupení České republiky při Evropské unii v Bruselu), od roku 2006 pak byl vedoucím úseku zemědělství a životního prostředí SZEU.
V letech 2003 až 2008 byl mluvčím České republiky ve Zvláštním zemědělském výboru Rady EU (SCA), v r. 2009 během předsednictví ČR v Radě předseda SCA. Na přelomu let 2009 a 2010 pracoval jako poradce ministra zemědělství, byl také předseda Skupiny pro strategické otázky v zemědělství, 2010 až 2011 poradce náměstka ministra zemědělství pro Společnou zemědělskou politiku EU. 2012 až dosud MZV ČR - diplomat zemědělského úseku SZEU v Bruselu a společný mluvčí ČR v SCA.
Jiří Šír je rozvedený a má dvě děti. Ovládá angličtinu a francouzštinu, je mistrem ČR v karate.

## Politické působení
Ve volbách do Evropského parlamentu v roce 2014 kandidoval jakožto nestraník na 6. místě kandidátky hnutí ANO 2011, ale neuspěl.
Od února 2016 do března 2018 působil jako náměstek ministra zemědělství ČR Mariana Jurečky a Jiřího Milka, na starosti měl Sekci komodit, výzkumu a poradenství. Od března 2019 do prosince 2022 byl opět náměstkem ministra zemědělství ČR (tentokrát Miroslava Tomana a Zdeňka Nekuly), na starosti měl Sekci EU a zahraničních vztahů.